# Derek Jarman
Derek Jarman (London, 1942. január 31. – London, 1994. február 19.) angol filmrendező, díszlettervező, képzőművész és író.

## Élete
Jarman Michael Derek Elworthy Jarman néven született a middlesexi Northwoodban. Középiskolai tanulmányait a dorseti Canford Schoolban, egyetemi tanulmányait a londoni King's College-ban, majd a University College Londonban végezte. A Butler's Wharf-on tartott fenn stúdiót, Andrew Logan művészeti köréhez tartozott.
Az 1980-as években egyike volt azon kevés nyíltan meleg brit közéleti szereplőnek, aki felszólalt a melegellenes törvények és az AIDS terjedése kapcsán. 1986. december 22-én diagnosztizálták nála a HIV jelenlétét, betegségéről nyilvánosság előtt is többször beszélt. 1994-ben AIDS-hez köthető betegségben hunyt el.

## Filmjei

### Játékfilmek
- 1976 – Szent Sebestyén (Sebastiane)
- 1977 – Jubileum (Jubilee)
- 1979 – Vihar (The Tempest)
- 1985 – Angyali párbeszéd (The Angelic Conversation)
- 1986 – Caravaggio
- 1988 – Anglia alkonya (The Last of England)
- 1989 – War Requiem
- 1990 – A kert (The Garden)
- 1991 – II. Edward (Edward II)
- 1993 – Wittgenstein
- 1993 – Blue

### Videóklipek
- The Sex Pistols: The Sex Pistols Number One (1976)
- Marianne Faithfull: "Broken English", "Witches' Song" és "The Ballad of Lucy Jordan" (1979)
- Throbbing Gristle: TG Psychic Rally in Heaven (1981)
- Language: "Touch The Radio Dance" (1984)
- Orange Juice: "What Presence?!" (1984)
- Marc Almond: "Tenderness Is a Weakness" (1984)
- The Smiths:
  - The Queen Is Dead, rövidfilm, benne három The Smiths videóklippel: "The Queen Is Dead", "Panic" és "There Is a Light That Never Goes Out" (1986)
  - "Ask" (1986)
- Matt Fretton: "Avatar" (1986)
- Pet Shop Boys: "It's a Sin", "Rent" és "Projections"

## Műve magyarul
- Chroma. Színek könyve; ford., jegyz., utószó Béresi Csilla; Palatinus, Bp., 2010